# Isabelle Robinet
Isabelle Robinet (* 1932 in Paris; † 2000; chin. 贺碧来) war eine französische Sinologin und Daoismus-Forscherin.
Isabelle Robinet war ab 1985 Professorin für chinesische Geschichte und Gesellschaft an der Universität von Aix-en-Provence (Universität Aix-Marseille). Ihre Interessengebiete waren die daoistische Philosophie und Religion. Zu großer Popularität brachte es ihre Geschichte des Taoismus (Histoire du taoïsme). Zur Reihe Mystiques et religions steuerte sie den Band Méditation taoïste bei.